# Ti ricordi di me? (singolo)
Ti ricordi di me? è un singolo del cantante italiano Alessio Bernabei, pubblicato il 15 giugno 2018 come primo estratto dal secondo album in studio Senza filtri.

## Video musicale
Il videoclip è stato pubblicato il 2 luglio 2018 attraverso il canale YouTube della Warner Music Italy.

## Tracce
1. Ti ricordi di me? – 2:45